# 共产主义革命者全印协调委员会
共产主义革命者全印协调委员会（All India Coordination Committee of Communist Revolutionaries）于1967年成立，分裂自印度共产党（马克思主义）。最初被称为印共（马）内部的革命者全印协调委员会（All India Coordination Committee of Revolutionaries），并且部分地作为党内组织发挥作用。委员会声称，印度的政治形势对武装革命来说是成熟的，并谴责参与选举。委员会的领导人是查鲁·马宗达和卡努·桑亚尔。 

## 历史
1967年11月委员会第一次会议有希夫·库马尔·米什拉（北方邦）、萨蒂亚纳拉扬·辛格（比哈尔邦）、查鲁·马宗达（西孟加拉邦）、萨希塔尔·雷·乔德里（西孟加拉邦）、萨罗杰·杜塔（西孟加拉邦）等参加。
1968年4月印共（马）巴尔达曼全体会议之后，更名为共产主义革命者全印协调委员会。1968年5月的委员会第二次会议上，旁遮普邦也有代表。1968年9月，共产主义革命者安得拉邦协调委员会加入委员会。1969年2月，共产主义革命者安得拉邦协调委员会被逐出委员会。其后，委员会迅速组织了Teheshwara Rao作为召集人的安德拉邦协调委员会，该委员会主要从斯里卡库兰地区获得支持。
1969年4月22日，委员会建立印度共产党（马列）。 